# Белорусија на Летњим олимпијским играма 2016.
Белорусија је учествовала на Летњим олимпијским играма 2016. које су одржане у Рио де Жанеиру у Бразилу од 5. до 21. августа 2016. године. Олимпијски комитет Белорусије послао је 124 квалификованих спортиста у двадесет једном спорту, од којих један тимски, женска кошарка. Спортисти Белорусије освојили су девет медаља, једну златну, четири сребрне и исто толико бронзаних. Три медаље освојене су у рвању, а две у дизању тегова.

## Освајачи медаља

### Злато
- Владислав Хончаров — Гимнастика, трамполина

### Сребро
- Дарја Наумава — Дизање тегова, до 75 кг
- Вадим Стрељцов — Дизање тегова, до 94 кг
- Марија Мамашук — Рвање, слободни стил до 63 кг
- Иван Тихон — Атлетика, бацање кладива

### Бронза
- Александра Херасимења — Пливање, 50 м слободно
- Џавид Хамзатов — Рвање, грчко-римски стил до 85 кг
- Ибрахим Саидов — Рвање, слободни стил до 125 кг
- Маргарита Махњова, Надежда Лепешко, Олга Худенка, Марина Литвинчук — Кајак и кану, К-4 500 м

## Учесници по спортовима
| Спорт            | Мушкарци | Жене | Укупно |
| ---------------- | -------- | ---- | ------ |
| Атлетика         | 14       | 22   | 36     |
| Бициклизам       | 2        | 2    | 4      |
| Бокс             | 3        | 0    | 3      |
| Веслање          | 5        | 5    | 10     |
| Гимнастика       | 2        | 10   | 12     |
| Дизање тегова    | 5        | 3    | 8      |
| Једрење          | 1        | 1    | 2      |
| Кајак и кану     | 0        | 4    | 4      |
| Кошарка          | 0        | 12   | 12     |
| Мачевање         | 1        | 0    | 1      |
| Модерни петобој  | 0        | 1    | 1      |
| Пливање          | 4        | 2    | 6      |
| Рвање            | 6        | 2    | 8      |
| Синхроно пливање | -        | 2    | 2      |
| Скокови у воду   | 2        | 0    | 2      |
| Стони тенис      | 1        | 2    | 3      |
| Стреличарство    | 1        | 0    | 1      |
| Стрељаштво       | 3        | 1    | 4      |
| Теквондо         | 1        | 0    | 1      |
| Тенис            | 2        | 0    | 2      |
| Џудо             | 1        | 1    | 2      |
| 21 спорт         | 54       | 70   | 124    |